# Remo Bodei
Remo Bodei (né le 3 août 1938 à Cagliari et mort à Pise le 7 novembre 2019) est un philosophe italien,.

## Biographie
Diplômé de l'université de Pise, où il eut comme maître Arturo Massolo, qui l'initia à l'étude de l'idéalisme allemand et plus particulièrement à la philosophie hégélienne, Remo Bodei a ensuite poursuivi sa formation théorique, historique et philosophique à Tubingen et à Fribourg, où il a suivi les leçons d'Ernst Bloch et d'Eugen Fink, puis à Heidelberg, avec Karl Löwith et Dieter Henrich, et enfin à l'université de Bochum.
Il a été professeur invité auprès des universités de Cambridge, Ottawa, New York, Toronto, Girona, Mexico, Los Angeles, et il a donné de nombreuses conférences dans les plus grandes universités européennes, américaines et australiennes.
De 2006 a 2019, il enseigne la philosophie à l'UCLA de Los Angeles, après avoir longtemps enseigné l'histoire de la philosophie et l'esthétique à l'école normale supérieure de Pise et à l’université de Pise .
Il décède le 7 novembre 2019 .

## Œuvres
En italien
- Sistema ed epoca in Hegel, Bologne, Il Mulino, 1975.
- Hegel e Weber. Egemonia e legittimazione, (con Franco Cassano), Bari, De Donato, 1977
- Multiversum. Tempo e storia in Ernst Bloch, Naples, Bibliopolis, 1979 (Seconda edizione ampliata, 1983).
- Scomposizioni. Forme dell'individuo moderno, Turin, Einaudi, 1987.
- Hölderlin: la filosofia y lo trágico, Madrid, Visor, 1990.
- Ordo amoris. Conflitti terreni e felicità celeste, Bologne, Il Mulino, 1991 (3e éd. revue et augmentée 2005)
- Geometria delle passioni. Paura, speranza e felicità : filosofia e uso politico, Milan, Feltrinelli, 1991 (7e éd. revue et augmentée, 2003).
- Le forme del bello, Bologne, Il Mulino, 1995.
- La filosofia nel Novecento, Rome, Donzelli, 1997.
- Se la storia ha un senso, Bergame, Moretti & Vitali, 1997.
- La politica e la felicità, (con Luigi Franco Pizzolato), Rome, Edizioni Lavoro, 1997.
- Il noi diviso. Ethos e idee dell’Italia repubblicana, Turin, Einaudi, 1998.
- Le logiche del delirio. Ragione, affetti, follia, Rome-Bari, Laterza, 2000.
- I senza Dio. Figure e momenti dell’ateismo, Brescia, Morcelliana, 2001.
- Il dottor Freud e i nervi dell’anima. Filosofia e società a un secolo dalla nascita della psicoanalisi, Rome, Donzelli, 2001.
- Destini personali. L’età della colonizzazione delle coscienze, Milan, Feltrinelli, 2002,
- Una scintilla di fuoco. Invito alla filosofia, Bologne, Zanichelli, 2005.
- Piramidi di tempo. Storie e teoria del déjà vu, Bologne, Il Mulino, 2006.
- Paesaggi sublimi. Gli uomini davanti alla natura selvaggia, Milan, Bompiani, 2008.
- Il sapere della follia, Modène, Fondazione Collegio San Carlo per FestivalFilosofia, 2008.
- Il dire la verità nella genealogia del soggetto occidentale in Id. et al., Foucault oggi, Milan, Feltrinelli, 2008.
- La vita delle cose, Rome-Bari, Laterza, 2009.
- Ira. La passione furente, Bologne, Il Mulino, 2011.

En français
- Le Prix de la liberté : aux origines de la hiérarchie sociale chez Hegel, trad. par Nicola Giovannini, Paris, Éd. du Cerf, 1995
- Géométrie des passions : peur, espoir, bonheur : de la philosophie à l'usage politiques, trad. par Marilène Raiola, Paris, Presses universitaires de France, 1997
- La Philosophie au XXe siècle, trad. par Corinne Paul Maïer avec la collab. de Pascal Michon, Paris, Flammarion, 1999
- Logiques du délire : raison, affects, folie, trad. par Pierre-Émmanuel Dauzat, Paris, Aubier, 2002
- La Sensation de déjà vu, trad. par Jean-Paul Manganaro, Paris, Éd. du Seuil, 2007
- La vie des choses, trad. par Patrick Vighetti, Belval, 2ditions Circé, 2018  (ISBN 9782842424510)